# Большая Янгыта
Большая Янгыта (параллельное название — Янгыш) — река в России, в бассейне Печоры. Исток находится, в Республике Коми, на юго-западной оконечности гряды Болбан-Мусюр. Почти сразу река уходит в Ненецкий автономный округ, по территории которого течёт до самого устья. Русло Большой Янгыты пролегает по ненаселённой лесотундровой местности, довольно извилистое. Большую часть река протекает в северном направлении, незадолго до устья поворачивает на восток. Устье находится в 80 км по правому берегу реки Сула. Длина Большой Янгыты составляет 119 км, площадь водосборного бассейна 952 км². Крупных притоков не имеет.

## Данные водного реестра
По данным государственного водного реестра России относится к Двинско-Печорскому бассейновому округу, водохозяйственный участок реки — Печора от водомерного поста Усть-Цильма и до устья, речной подбассейн реки — бассейны притоков Печоры ниже впадения Усы. Речной бассейн реки — Печора.
Код объекта в государственном водном реестре — 03050300212103000083469.